# European Federation of Sports Medicine Associations
Die European Federation of Sports Medicine Associations - EFSMA ist die Vereinigung der europäischen Gesellschaften für Sportmedizin. Sie ist die vom Weltverband für Sportmedizin anerkannte kontinentale Gruppierung der sportmedizinischen Organisationen in Europa.

## Aufbau und Ziele
Die Vereinigung wurde 1997 während des 9. Europäischen Kongresses für Sportmedizin der FIMS in Porto (Portugal)  gegründet und umfasst gegenwärtig die nationalen sportmedizinischen Gesellschaften aus 41 europäischen Ländern einschließlich Israels. 
Ihre wesentlichen Ziele sind:
- Etablierung der Sportmedizin als Fachgebiet in ganz Europa
- Entwicklung und Abstimmung der sportmedizinischen Ausbildung und Lehre an den entsprechenden Bildungseinrichtungen
- Schaffung eines gesamteuropäischen Forums zur Koordination der Aktivitäten zwischen den europäischen Gesellschaften für Sportmedizin und den sportwissenschaftlichen Einrichtungen
- Propagierung der Bedeutung von körperlicher Aktivität und Training für die Prävention, Therapie und Rehabilitation nach Krankheiten und Verletzungen
- Austausch wissenschaftlicher Ergebnisse und Erfahrungen auf dem Gebiet der Sportmedizin und Bearbeitung gemeinsamer Forschungsprojekte
- Schaffung lizenzierter sportmedizinischer Zentren
- Propagierung ethischer Prinzipien in der Sportmedizin

## Organisation
Die Vereinigung wird geleitet von einem Präsidenten, zwei Vizepräsidenten, dem Generalsekretär und dem Schatzmeister. Das Exekutivkomitee, bestehend aus dem Präsidium und weiteren 5 Mitgliedern wird jährlich einmal vom Generalsekretär einberufen.
Gewählt wird anlässlich der zweijährlich stattfindenden Delegiertenkonferenzen in der Regel im Zusammenhang mit den Kongressen der EFSMA. Präsident der Gesellschaft ist gegenwärtig Joseph Cummiskey, Irland.